# Sandstone (Minnesota)
Sandstone es una ciudad ubicada en el condado de Pine en el estado estadounidense de Minnesota. En el Censo de 2010 tenía una población de 2849 habitantes y una densidad poblacional de 202,69 personas por km².

## Geografía
Sandstone se encuentra ubicada en las coordenadas 46°7′45″N 92°51′52″O / 46.12917, -92.86444. Según la Oficina del Censo de los Estados Unidos, Sandstone tiene una superficie total de 14.06 km², de la cual 13.63 km² corresponden a tierra firme y (3.06%) 0.43 km² es agua.

## Demografía
Según el censo de 2010, había 2849 personas residiendo en Sandstone. La densidad de población era de 202,69 hab./km². De los 2849 habitantes, Sandstone estaba compuesto por el 71.5% blancos, el 15.55% eran afroamericanos, el 5.69% eran amerindios, el 0.63% eran asiáticos, el 0.11% eran isleños del Pacífico, el 3.58% eran de otras razas y el 2.95% pertenecían a dos o más razas. Del total de la población el 11.02% eran hispanos o latinos de cualquier raza.